# Заячье (озеро, Татарстан)
Заячье — озеро в Лаишевском районе Татарстана. Постановлением Совета Министров Татарской АССР от 10 января 1978 г. № 25 и постановлением Кабинета Министров Республики Татарстан от 29 декабря 2005 г. № 644 признано памятником природы регионального значения.

## География
Озеро Заячье — бессточный водоём карстового происхождения. Расположено в селе Столбище Лаишевского района Татарстана. Водоём имеет сложную форму и разделён дорогой на две части. Длина большей части озера 1105 м, максимальная ширина 530 м, площадь зеркала 11,76 гектар. Меньшей части 530 м, максимальная ширина 120 м, площадь зеркала 4,16 га. Средняя глубина озёр 2 м. Высота над уровнем моря — 74,2 м.

## Гидрология
Объём озера 300 тысяч м³. Питание подземное, устойчивое. Вода коричневато-желтого цвета, с затхлым запаха, жёсткостью менее 1 ммоль/л, минерализацией 99,4 мг/л, прозрачность 70 см. Химический тип воды гидрокарбонатно-кальциевый.